# ドリームアドバンス
ドリームアドバンス株式会社は、大阪府東大阪市に本社を置く食品会社。たこ焼きチェーン店「じゃんぼ総本店」、たい焼きチェーン店「鳴門鯛焼本舗」、お好み焼き屋「銀の卵」などを経営している。

## 概要
1994年9月に創業し、2003年5月20日に利川邦吉により法人化。地域密着型を基本に新店舗を出店し、2012年11月現在、146店舗を展開している。従業員満足向上を目指し福利厚生の整備や徹底した社員教育を行っている。

## グループの事業

### じゃんぼ総本店
たこ焼き、お好み焼き、焼きそばの調理・販売。たこ焼きは大玉で、本場関西風のフワッと中はトロッとしているのが特徴。一部店舗は「ジャンボ酒場」の屋号で営業し、たこ焼きなどの他に、ビール、チューハイなどを提供する。

### 鳴門鯛焼本舗
「熟練の鯛焼職人が一匹ずつ焼き上げる鯛焼」をコンセプトとし、大阪を中心に出店を進めている。一匹ずつ焼く「一丁焼き」で焼く天然鯛焼を売りにしている。アイスモナカも販売する。

### 銀の卵
2023年5月現在、関西に3店舗あるお好み焼屋。モダン焼きも食べることができる。

### その他
- 汽車ポッポ - たこ焼き、お好み焼き、焼きそば、クレープの調理・販売。
- 串かつ 川原田
- 韓兵衛 - ちりとり鍋とも称する韓国風すき焼き店。
- とり庵
- やきとり酒場 虎次郎
- イタリアン リストランテバル Vario（ヴァリオ）

## 沿革
- 1994年(平成6年)9月 - 「じゃんぼ總本店」を大阪市生野区にて創業。
- 2003年5月 - 有限会社ドリームアドバンスを大阪市に設立。
- 2004年1月 - 東大阪市にセントラルキッチンと新本社屋設立。
- 2005年5月 - ドリームアドバンス株式会社へ組織変更。じゃんぼ總本店」FC事業開始。
- 2008年4月 - 「串かつ 川原田」のブランド展開を開始。
- 2009年4月 - 「鳴門鯛焼本舗」のブランド展開を開始。
- 2011年2月 - 八尾トレーニングセンターを設立。
- 2012年5月 - 「じゃんぼ總本店」100店舗。
- 2012年11月 - イタリアン事業部を設立。
- 2013年8月 - イタリアン事業部をヴァリオ株式会社として分社。